# Compagnie des chemins de fer de l'Ouest
La Compagnie des chemins de fer de l'Ouest (detta anche semplicemente solo la Ouest) era una compagnia ferroviaria della Francia costituita nel 1855 per fusione di alcune compagnie ferroviarie della Normandia e della Bretagna. In seguito al fallimento nel 1909 confluì nell'Administration des chemins de fer de l'État.

## Storia

### Prodromi
Nel 1835 i fratelli Pereire, banchieri francesi, promossero iniziative per la creazione di una ferrovia tra Parigi e Saint-Germain-en-Laye. Il 9 luglio 1835 fu rilasciata la concessione e in seguito ad essa si costituì la Compagnie du Chemin de fer de Paris à Saint-Germain il 4 novembre 1835. La linea, che terminava a Le Pecq fu inaugurata l'8 agosto 1837 e aperta al pubblico il 26 dello stesso mese.
L'11 giugno 1842 una legge consentì all'industria privata la costruzione delle ferrovie Parigi-Orléans, Parigi-Rouen-Le Havre, Strasburgo-Basilea e Lilla-Dunkerque.
L'ascesa al potere di Napoleone III che comprendeva bene l'importanza delle ferrovie per lo sviluppo economico del paese condusse, nel 1851, all'accorpamento delle 27 piccole compagnie esistenti in sei grandi gruppi.

### Nasce la Compagnie des chemins de fer de l'Ouest

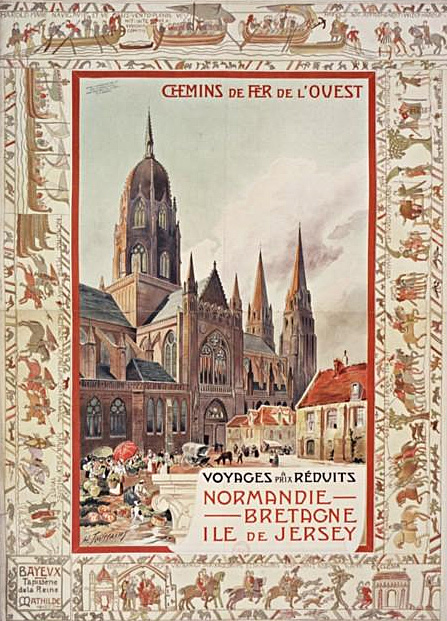
Manifesto pubblicitario della Ouest del 1900

La Compagnie des chemins de fer de l'Ouest nacque il 16 giugno 1855, in seguito alla fusione delle seguenti compagnie concessionarie:
- del Chemin de fer de Paris à Saint-Germain,
- del Chemin de fer de Paris à la mer Parigi-Rouen,
- del Chemin de fer de Paris à la mer Rouen-Havre,
- del Chemin de fer de Paris à la mer Dieppe-Fécamp,
- delle due linee dell'Ouest, Parigi-Versailles e Versailles-Rennes
- della Ligne de Paris à Cherbourg (Parigi a Caen e a Cherbourg alla data ancora in costruzione).

Nel decreto imperiale di autorizzazione era inclusa la concessione ulteriore a costruire le seguenti linee:
- Argentan - Granville
- Rennes - Brest
- Rennes - Saint-Malo
- Rennes - Redon
- Le Mans - Angers
- Serquigny - Rouen
- Lisieux - Honfleur
- Mézidon-Canon - Le Mans

Con il Piano Freycinet del 1878 il governo francese promosse inoltre la costruzione di linee secondarie (più a scopo politico che realmente commerciale). 
Tuttavia, già nel 1877, le piccole compagnie dell'Ovest della Francia e perfino le più importanti Compagnie des chemins de fer de la Vendée e Compagnie des chemins de fer des Charentes si trovavano in gravi difficoltà economiche. Il 25 maggio 1878 un certo numero di esse venne riscattato dallo Stato che costituì per la gestione l'Administration des chemins de fer de l'État.

### Le stazioni parigine

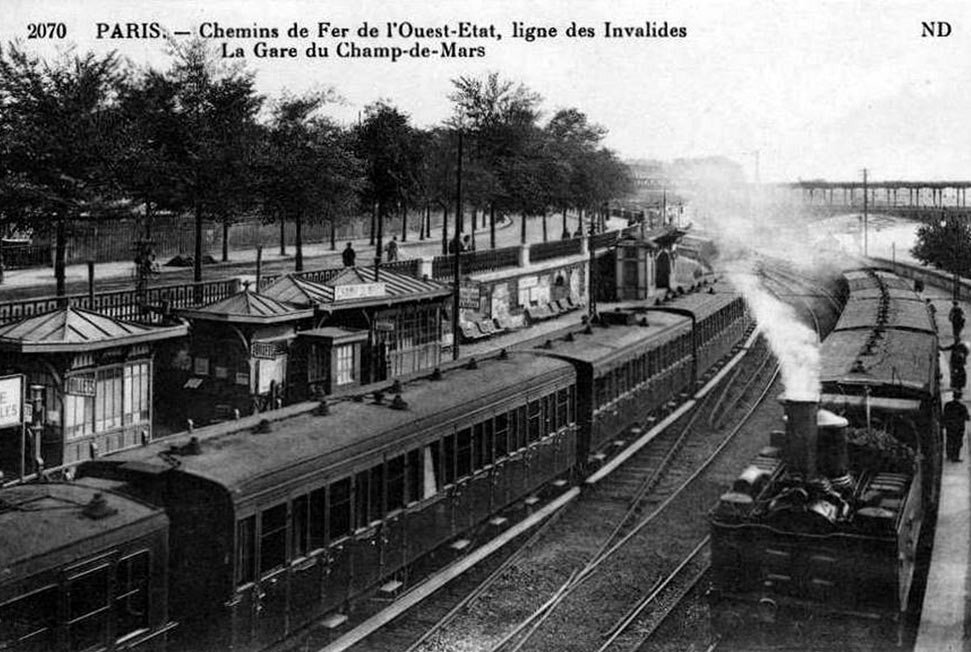
Stazione des Invalides prima del 1900

La compagnia dell'Ouest costruì molte delle stazioni di Parigi tra cui due delle principali terminali, la stazione di Parigi Montparnasse nel 1852 e la stazione di Parigi Saint-Lazare (1889), oltre che la stazione des Invalides (1900) e la stazione di Pont-Cardinet all'origine della linea d'Auteuil.
Nel 1851 la stazione di Saint-Lazare, terminale parigino della Ouest, venne ampliata per accogliere sei gruppi di destinazioni:
- gruppo I: linea d'Auteuil
- gruppo II: linea da Parigi Saint-Lazare a Versailles-Rive-Droite
- gruppo III: linea da Parigi Saint-Lazare a Saint-Germain-en-Laye
- gruppo IV: linea da Parigi Saint-Lazare a Ermont-Eaubonne
- gruppo V: linea da Parigi Saint-Lazare a Havre
- gruppo VI: linea da Parigi Saint-Lazare a Mantes-Station per Conflans-Sainte-Honorine

### La prima linea della banlieue, la linea di Auteuil
La Ouest fu la prima compagnia a sperimentare il trasporto ferroviario nella banlieue. Nel 1854 la Ouest aprì una linea tipicamente parigina, la linea d'Auteuil la cui origine e fine erano entro il perimetro cittadino. Lunga 7 km, serviva le stazioni di Saint-Lazare, Batignolles, Courcelles-Levallois, Neuilly-Porte Maillot, Avenue du Bois de Boulogne, Avenue Henri Martin, Boulainvilliers, Passy-la-Muette e Auteuil-Boulogne. La linea era tutta in trincea e senza passaggi a livello.

### La Ouest cessa la sua esistenza
Anche la Compagnie de l'Ouest incontrava difficoltà economiche sempre maggiori pur continuando la costruzione di tratte ferroviarie; l'ultima tratta costruita fu la Charleval-Vascœuil aperta il 13 luglio 1907. Nel 1908 lo Stato ne previde il riscatto; la delibera fu approvata dal parlamento il 13 luglio ed ebbe effetto a partire dal 1º gennaio 1909; il 31 dicembre 1908 si concluse l'esercizio della società, il giorno dopo iniziava l'esercizio di Stato.